# Radicaal 122
Van de in totaal 214 Kangxi-radicalen heeft radicaal 122 de betekenis net. Het is een van de twee radicalen die bestaat uit zes strepen.
In het Kangxi-woordenboek zijn er 163 karakters die dit radicaal gebruiken.

## Karakters met het radicaal 122

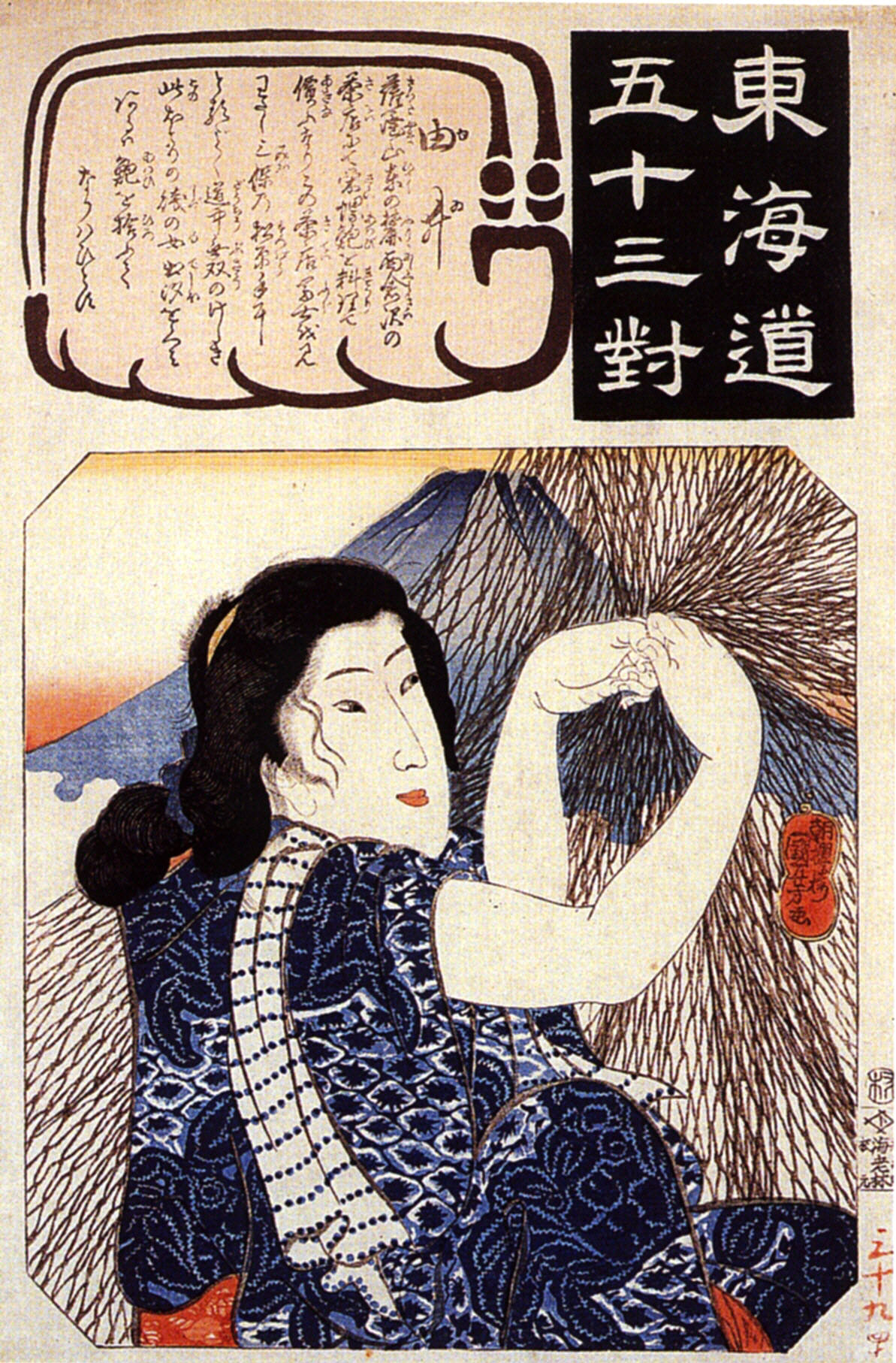
Japanse knoopt visnet.

| Strepen | Karakter                   |
| ------- | -------------------------- |
| + 0     | 网 罒 罓 ⺳                |
| + 3     | 罔 罕 罖 罗                |
| + 4     | 罘 罙 罚                   |
| + 5     | 罛 罜 罝 罞 罟 罠 罡 罢    |
| + 5     | 罣                         |
| + 7     | 罤 罥 罦                   |
| + 8     | 罧 罨 罩 罪 罫 罬 罭 置 署 |
| + 9     | 罯 罰 罱 罳 罴             |
| + 10    | 罵 罶 罷 罸                |
| + 11    | 罹 罺 罻 罼                |
| + 12    | 罽 罾 罿 羀 羁             |
| + 13    | 羂                         |
| + 14    | 羃 羄 羅 羆                |
| + 17    | 羇                         |
| + 19    | 羈 羉                      |

Orakelbotkarakter
Bronskarakter
Klein zegelkarakter